# L.A. Song (Out of This Town)
L.A. song (Out of this town) is een single van de Amerikaanse zangeres Beth Hart. De single is afkomstig van haar tweede album Screamin' for My Supper en is uitgebracht op 28 september 1999. In de Amerikaanse hitlijst Billboard Hot 100 kwam het nummer niet verder dan de 88e plaats, maar in de Nieuw-Zeelandse hitlijst Recorded Music NZ kwam het op de eerste plaats.
Van het lied zijn twee versies opgenomen. Reden is dat in de tekst de zinnen zitten: "She's got a gun, she's got a gun / She got a gun she call the 'lucky one.' / She left a note out by the phone / 'Don't leave a message 'cause this ain't no home.". Hart had deze zinnen geschreven tijdens een donkere periode in haar leven, waarbij ze een pistool in huis had. Echter in die tijd vond het bloedbad op Columbine High School plaats, waardoor de zinnen een andere betekenis zouden kunnen krijgen. Uit respect nam ze een iets andere versie van het liedje op, waarbij de zinnen waren aangepast.

## NPO Radio 2 Top 2000
| Nummer met noteringen in de NPO Radio 2 Top 2000 | '15  | '16 | '17  | '18  | '19  | '20  | '21  | '22  | '23  | '24  |
| ------------------------------------------------ | ---- | --- | ---- | ---- | ---- | ---- | ---- | ---- | ---- | ---- |
| L.A. song (Out of this town)                     | 1297 | 955 | 1203 | 1330 | 1075 | 1409 | 1180 | 1230 | 1329 | 1450 |

1. ↑  Een vetgedrukt getal geeft de hoogste notering aan.
2. ↑  2015 was het eerste jaar met een notering voor dit nummer.